# Maria Fromowicz
Maria Fromowicz, primo voto Nassau, secundo voto Simeoni (ur. 23 maja 1897 w Krakowie, zm. po 1974 prawdopodobnie w Mediolanie) – jedna z pierwszych studentek na Akademii Sztuk Pięknych w Krakowie, artystka malarka.

## Życiorys
Maria przyszła na świat w żydowskiej rodzinie jako druga córka Pepi Liebeskind i Feliksa Fromowicza (prawdziwe imię Efraim). Feliks był synem Miny Mindel Apsel i Mojżesza – kupca korzennego. Maria miała jeszcze starszą siostrę Henrykę (potem Henryka Stillerowa) i młodszą siostrę Irenę (potem Irena Pisek). Ojciec Feliks Fromowicz był bankowcem, początkowo pracował jako kasjer w domu bankowym Alberta Mendelsburga. Potem przez 15 lat był dyrektorem oddziału krakowskiego Wiedeńskiego Banku Związkowego we Lwowie, a następnie dyrektorem krakowskiego oddziału Powszechnego Banku Związkowego SA w Polsce. Był również filantropem.
W 1919 Henryka zdobyła stopnień doktora filozofii na Uniwersytecie Jagiellońskim na podstawie pracy Emalie malarskie z Limoges w zbiorach krakowskich. Potem pisała recenzje z wystaw do „Nowego Dziennika” i zabierała głos w „Głosie kobiety żydowskiej”. Była wydawczynią oraz redaktorką gazety „Okienko na Świat. Pismo dzieci i młodzieży” (1937–1939). Młodsza siostra Marii, Irena, również studiowała na Wydziale Filozoficznym Uniwersytetu Jagiellońskiego. W czasie kiedy była jeszcze studentką, w 1923 roku poślubiła w Krakowie Karola Piska.
Maria uczyła się w Prywatnym Gimnazjum Żeńskim im. Królowej Jadwigi w Krakowie. W roku 1909/1910 była w drugiej klasie. Rok niżej, w tej samej szkole była jej przyszła koleżanka (również jedna z pierwszych studentek) z Akademii Sztuk Pięknych Maria Gutkowska.
Na początku I wojny światowej Fromowiczowie mieszkali w Wiedniu. Tam Maria zdała maturę w Polskim Liceum. W roku akademickim 1915/1916 była już w Krakowie, gdzie zapisała się jako studentka nadzwyczajna na historię sztuki na Wydział Filozoficzny Uniwersytetu Jagiellońskiego. Miała wtedy osiemnaście lat, była jedną z najmłodszych studentek. Studiowała na UJ do 1917 roku. W roku akademickim 1919/1920 zapisała się na kurs malarstwa do prof. Wojciecha Weissa w Akademii Sztuk Pięknych w Krakowie. Znalazła się na liście studentek, które jako pierwsze kobiety zaliczyły na akademii semestr 1919/1920. Studiowała na ASP jednak tylko przez jeden rok. W obydwu semestrach z malarstwa otrzymała ocenę bardzo dobrą. W drugim półroczu dostała wzmiankę pochwalną. Nie wiadomo, dlaczego przerwała studia.
W czerwcu 1923 roku w wieku 25 lat poślubiła w Krakowie o dwa lata starszego od niej chemika dr. Ernesta Nassau. W 1925 zamieszkała w Rzymie. Pod koniec 1925 miała tam wystawę w elitarnym rzymskim klubie Lyceum. Zaprezentowała 26 obrazów, które powstały we Włoszech. Edward Kleinlerer w „Nowym Dzienniku” pisał o wystawie bardzo entuzjastycznie.

Krakowianka p. Marja Fromowicz-Nassau zaledwie kilka miesięcy bawi we Wieczystym Grodzie. A jednak, a jednak w tak krótkim czasie zdołała już pozyskać względy krytyki, pochwały publiczności oraz ogólne uznanie (rzecz już wprost wyjątkowa!) licznej rzeszy artystów, którzy od lat zamieszkują w Rzymie.

W czasie pobytów w Krakowie brała udział w wystawach (w drugiej i trzeciej Wystawie Niezależnych w 1927). 16 lutego 1930 roku została otwarta I wystawa sztuki żydowskiej w Akademickim Domu Żydowskim w Krakowie zorganizowana przez nowo założone Żydowskie Towarzystwo Krzewienia Sztuk Pięknych. Jedną z wstawiających swoje prace była Maria, jako jedyna kobieta wśród szesnastu mężczyzn. Po tej wystawie nazwisko Fromowicz-Nassau przestało się pojawiać w prasie.
Przed wybuchem II wojny światowej Maria wyszła ponownie za mąż. Mężem był Franco Simeoni, którego poślubiła w Mediolanie, Simeoni był katolikiem. Niektóre publikacje po drugiej wojnie światowej błędnie podają informacje, według których zmarła w 1939 roku.
W czasie wojny Maria nie tworzyła. Potem zamieszkała w Mediolanie, gdzie odnowiła swoją działalność artystyczną. Wystawiała, uczyła malarstwa, zajmowała się tłumaczeniem tekstów i pisaniem. W 1951 wzięła udział w krajowej wystawie malarstwa „Nagroda Miasta Monza” w Villa Reale (Mostra Nazionale di Pittura Premio Cittá di Monza). Przez kilkanaście lat należała w Mediolanie do Societá per le Belle Arti ed Esposizione Permanente (brała udział w wystawach w latach 1954-1969). W 1969 wzięła udział w dwóch wystawach organizowanych przez towarzystwo. Po tej dacie jej nazwisko nie pojawiło się już w katalogach wystaw mediolańskich. W archiwum wnuka Ireny Pisek, Amichai Pardo, znajduje się włoski dowód osobisty Marii z datą 1974 r. W dowodzie powróciła do swojego panieńskiego nazwiska, podpisana była jako Maria Fromowicz. Dodatkowo wbita była pieczątka z informacją: „Stan cywilny: wdowa”, z dopiskiem odręcznym Simeoni. Jako zawód wpisano: „gospodyni domowa”. Wzrost 155 cm, oczy szare. Nie wiadomo, jak długo jeszcze żyła Maria. Nie jest znana data jej śmierci ani miejsce pochówku.
Ojciec Marii Feliks zmarł jeszcze przed II wojną światową 12 czerwca 1936 roku w Krakowie. Henryka została rozstrzelana w lecie 1942 roku w domu we Lwowie. Na cmentarzu żydowskim przy ul. Miodowej w Krakowie znajduje się tablica pamiątkowa z nazwiskami Fromowiczów. Jest na niej Feliks Fromowicz, Henryka Stillerowa z Fromowiczów oraz jej mąż Alfred Stiller, prawnik. Irena wyemigrowała i osiadła w Tel Awiwie, gdzie do dzisiaj mieszkają jej potomkowie.

## Wybrane wystawy
- 16 II-20 III 1927 – Druga Wystawa „Niezależnych”, kamienica Józefa Sterlinga przy ul. Sławkowskiej 12[18]
- V-VI 1927 – Trzecia Wystawa Niezależnych, Gmach Towarzystwa Rolniczego przy placu Szczepańskim 8, Kraków[19]
- 16 II 1930 (wernisaż) – I Wystawa malarzy żydowskich w salach Żydowskiego Domu Akademickiego, Kraków, ul. Przemyska 3[20]
- 13-26 II 1954 – Wystawa indywidualna, Galleria d’Arte Gavioli, Mediolan
- IV-V 1957 – Milano di ieri e di oggi: attraverso d’arte, Societá per le Belle Arti ed Esposizione Permanente, Mediolan
- 11-20 IX 1962 – Wystawa indywidualna, Galleria „La Cornice”, Werona
- 21 III – 3 IV 1964 – Maria Simeoni Fromowicz, Galleria Barbaroux, Mediolan[21]
- 1967 – Premio Nazionale di bianco nero, Villa Reale, Mediolan
- 11-27 IV 1969 – Maria Simeoni Fromowicz, Galleria d’arte La Guastalla, Mediolan[21]
- 1969 – IV Mostra d’arte contemporanea, Villa Reale, Mediolan

## Prace w zbiorach
- Wazon z georginiami/Portret młodej kobiety, 1924, (olej na tekturze), Państwowe Zbiory Sztuki na Wawelu, Pracownia Ikonografii, nr inw. 2857.